# Huldigung
Die Huldigung (lat. homagium, vgl. Hommage) war im  mittelalterlichen Lehnswesen ein ritualisiertes Treueversprechen. In der heutigen Zeit kommen Huldigungen noch bei Thronwechseln im Königreich der Niederlande und im Fürstentum Liechtenstein vor.

## Bedeutung
Der Lehnsmann war verpflichtet, seinem Lehnsherrn in einem offiziellen Akt Gefolgschaft und Treue zuzusichern. Der Lehnsherr sicherte dem Vasallen im Gegenzug ebenfalls Treue und darüber hinaus Schutz sowie die Wahrung seiner Rechte zu. Die Huldigung wird zu den promissorischen Eiden (Versprechens-Eide) gezählt.
Zur Huldigung kam es in erster Linie bei der Neuvergabe von Lehen oder wenn, meist durch Erbfall, entweder ein neuer Lehnsherr oder Lehnsnehmer als Nachfolger in seine Rechte eingesetzt wurde. In diesem Fall wurde auch das Lehnsversprechen erneuert. Gemäß regionaler Rechtstraditionen konnten auch häufigere Huldigungen vorgeschrieben sein, etwa einmal jährlich. Zudem dienten auch politische Ereignisse als Anlass für erneute Huldigungen, beispielsweise große Reichsversammlungen, das Ende eines Aufstands gegen den Herrscher, die offizielle Einsetzung eines Nachfolgers in seine Erbansprüche, die Abreise oder die Rückkehr von einem Kreuzzug. Auch die Grundherren konnten von ihren Untertanen die Huldigung einfordern.
Bei der modernen Huldigung in den Niederlanden und in Liechtenstein handelt es sich um die Anerkennung des neu angetretenen Staatsoberhaupts durch das Parlament.

## Landeshuldigung der Stände in Spätmittelalter und früher Neuzeit
Als sich im Spätmittelalter die Landstände als stabile Korporationen der politisch berechtigten Landeseinwohner herausgebildet hatten, bekamen die Landeshuldigungen als Sonderform der Huldigungen besondere Bedeutung. In vielen Ländern war die Herrschaft eines neuen Fürsten nur legitim, wenn er die Huldigung der Stände entgegengenommen hatte. Dabei bildeten sich für den Ablauf des Huldigungsakts feste Formen heraus, an die sich der Landesherr und die Stände halten mussten, wenn die durch die Huldigung eingegangenen gegenseitigen Verpflichtungen rechtlich bindend sein sollten.
In der Regel hatte die Huldigung auf dem Territorium des betreffenden Landes stattzufinden. (So mussten die habsburgischen Herrscher bei ihrem Machtantritt in ihre vielen Länder reisen, um dort die Huldigungen der Landstände zu empfangen.) Die Ständemitglieder  waren zum Erscheinen bei der Landeshuldigung unbedingt verpflichtet. Ausbleiben bedeutete einen Akt der Untreue gegenüber dem Landesherren. Der Fürst wurde an der Grenze von einer Abordnung des Adels empfangen und zum Huldigungsort geleitet. Vor den Mauern wurde er von den Vertretern der Städte und des Klerus empfangen und in die Stadt bzw. auf die Burg geführt.
Je nach landesspezifischer Tradition fand vor oder nach dem eigentlichen Huldigungsakt ein gemeinsamer Gottesdienst statt, während dessen zu einer passenden Bibelstelle eine spezielle Huldigungspredigt gehalten wurde.
Die verschiedenen Stände huldigten dem Fürsten einzeln nacheinander. Zuerst legten die Prälaten ihren Treueschwur (meist in lateinischer Sprache) ab, wobei sie vor dem Landesherren knieten. Der Adel huldigte stehend, womit verdeutlicht wurde, dass er im Gegensatz zu den geistlichen Ständen nicht zu den Schutzbefohlenen des Fürsten gehörte, sondern die Adeligen freie wehrhafte Mannen waren. Zuletzt legten die Bürgermeister und Räte der Städte den Huldigungseid stellvertretend für die Bürger ab. Sofern vorhanden, hatten auch die Freibauern dem Landesherren separat zu huldigen. In manchen Ländern hatte die Bevölkerung des Huldigungsortes stellvertretend für alle Landeseinwohner einen eigenen Huldigungsakt zu vollziehen (so zum Beispiel die Bautzener bei der Oberlausitzer Landeshuldigung).
Für ihren Treueschwur durften die Stände im Gegenzug die Bestätigung ihrer Privilegien, Rechte und Freiheiten erwarten. Häufig umstritten war dabei zwischen Fürst und Ständen, ob dies vor oder nach der Huldigung zu geschehen habe. Denn wenn die Stände dem Landesherren bereits Treue geschworen hatten und dieser die Privilegien nicht im vollen Umfang bestätigte, setzten sich die Stände nach der mittelalterlichen Rechtsauffassung trotzdem ins Unrecht, wenn sie dem Fürsten dann Widerstand leisteten. Deshalb fanden vor der Huldigung oft komplizierte Verhandlungen zwischen dem Hof des Fürsten und den Ständen statt, bei denen man sich über den konkreten Ablauf zu einigen versuchte.
Nach der Huldigung wurde oft noch ein Landtag abgehalten, der dem Fürsten eine Sondersteuer bewilligte und auf dem die Stände dem Landesherren ihre Beschwerden (Gravamina) vortragen konnten.

## Erbhuldigung

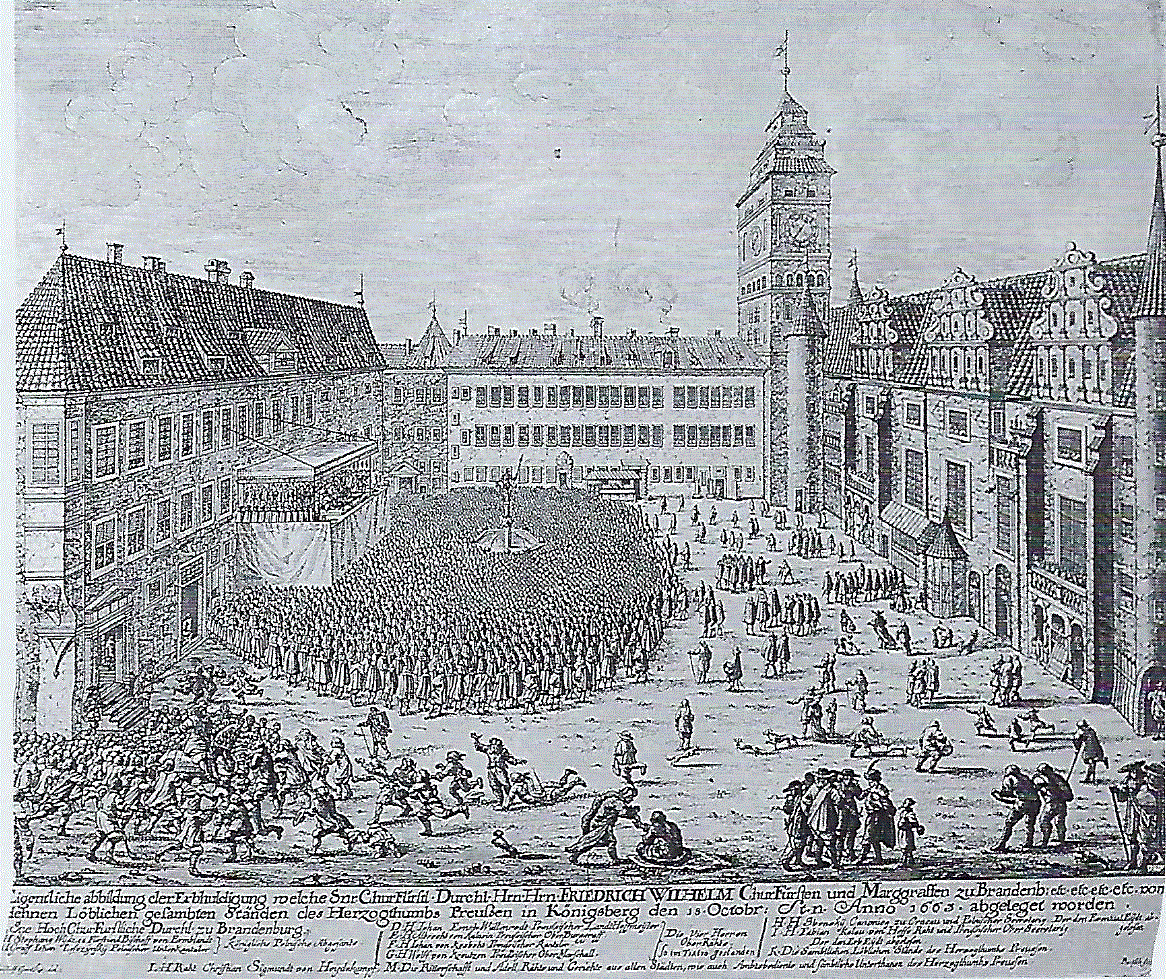
Erbhuldigung von Friedrich Wilhelm (Brandenburg) in Königsberg (1663)

Synonym zum Begriff Landeshuldigung wurde – und wird bis heute im Fürstentum Liechtenstein – auch der Begriff Erbhuldigung verwendet. Damit wurde die Kontinuität der herrschenden Dynastie in den Mittelpunkt gestellt. Die Erbhuldigung fand meist kurz nach der Thronbesteigung des neuen Fürsten statt, nicht selten aber auch schon zu Lebzeiten des Vorgängers. Auf diese Weise designierten Fürst und Stände den Nachfolger und sicherten den Übergang der Macht auf den Thronerben.

## Huldigungen in modernen Staaten

### Niederlande
Im Königreich der Niederlande leistet gemäß Artikel 32 der Verfassung der neue König so bald wie möglich nach seiner Amtsübernahme in einer feierlichen Sitzung der vereinigten beiden Parlamentskammern (Staten-General) in Amsterdam einen Eid, in welchem er die Treue zur Verfassung und die gewissenhafte Ausübung seines Amtes schwört. Anschließend spricht der Vorsitzende der Versammlung im Namen der Völker des Königreichs eine Erklärung, laut welcher sie den neuen König „empfangen und [ihm] huldigen“ („Wij ontvangen en huldigen … U als Koning“) und ihm deren Loyalität garantieren („Uw onschendbaarheid en de rechten van Uw Koningschap zullen handhaven“).
Diese Erklärung wird von jedem einzelnen Mitglied der Regierung und des Parlaments mittels eines Eides („so wahrlich helfe mir Gott der Allmächtige“) oder mittels eines Gelöbnisses („Das geloben wir“) bestätigt. Die beschriebene Zeremonie wird niederländisch Inhuldiging genannt.

### Liechtenstein
Im Fürstentum Liechtenstein ist laut Artikel 51 der Verfassung im Falle eines Thronwechsels der Landtag innerhalb von 30 Tagen zu einer außerordentlichen Sitzung einzuberufen. An dieser nimmt er die schriftliche Erklärung des Regierungsnachfolgers entgegen, dass er als Landesfürst „das Fürstentum Liechtenstein in Gemäßheit der Verfassung und der übrigen Gesetze regieren, seine Integrität erhalten und die landesfürstlichen Rechte unzertrennlich und in gleicher Weise beobachten“ werde; anschließend leistet der Landtag seinerseits die Erbhuldigung, in der er gelobt, den neuen Landesfürsten anzuerkennen.
Dass der neue Fürst die Legalitätsversicherung in Form einer schriftlichen Urkunde und nicht persönlich im Landtag abgibt, rührt daher, dass er zum Zeitpunkt des Erlasses der Verfassung im Jahr 1921 noch in Wien residierte und erst 1938 seinen ständigen Wohnsitz nach Vaduz verlegte.